# Dinamo Wołgograd
Dinamo Wołgograd (ros. «Динамо» Волгоград /dʲɪˈnamə vəlɡɐˈɡrat/) – rosyjski klub piłkarski z Wołgogradu.

## Historia
Chronologia nazw:
- 1925—1961: Dinamo Stalingrad («Динамо» Сталинград)
- 1962—???: Dinamo Wołgograd («Динамо» Волгоград)

Piłkarska drużyna Dinamo została założona w mieście Stalingrad.
W 1946 zespół debiutował w Trzeciej Grupie, strefie Dolnowołżańskiej Mistrzostw ZSRR, w której zajął 5. miejsce. Jednak następnie już nie uczestniczył w rozgrywkach na poziomie profesjonalnym. Również w 1938 uczestniczył w rozgrywkach Pucharu ZSRR.
Drużyna wzięła udział w tzw. „Meczu na ruinach Stalingradu” (1943).

## Osiągnięcia
- 5. miejsce w Trzeciej Grupie ZSRR, strefie Dolnowołżańskiej: 1946
- 1/16 finału w Pucharze ZSRR: 1938